# Tortug' Air
Tortug' Air S.A từng là hãng hàng không nội địa mang cờ quốc gia của Haiti. Hãng được thành lập vào tháng 3 năm 2003 và có trụ sở tại Port-au-Prince. Theo Tortug' Air, hơn 200 người đã làm việc cho công ty.  
Vì đất nước có quy mô nhỏ và mạng lưới đường bộ ở đây rất yếu, vận tải hàng không có tầm quan trọng rất lớn đối với Haiti. Tortug 'Air đã phục vụ nhu cầu đó với lịch trình nội địa của mình. Ví dụ, chuyến bay của nó chỉ tốn 40 phút để bay từ Port-au-Prince đến Jacmel, còn nếu lái xe thì phải mất 4 tiếng đồng hồ.

## Lịch sử
Tortug' Air được thành lập vào năm 2003 bởi Olivier Jean để phục vụ việc đi lại của người dân trên đảo. Hãng không còn hoạt động vào khoảng giữa tháng 3 đến tháng 8 năm 2015 vì không rõ lí do.

## Điểm đến

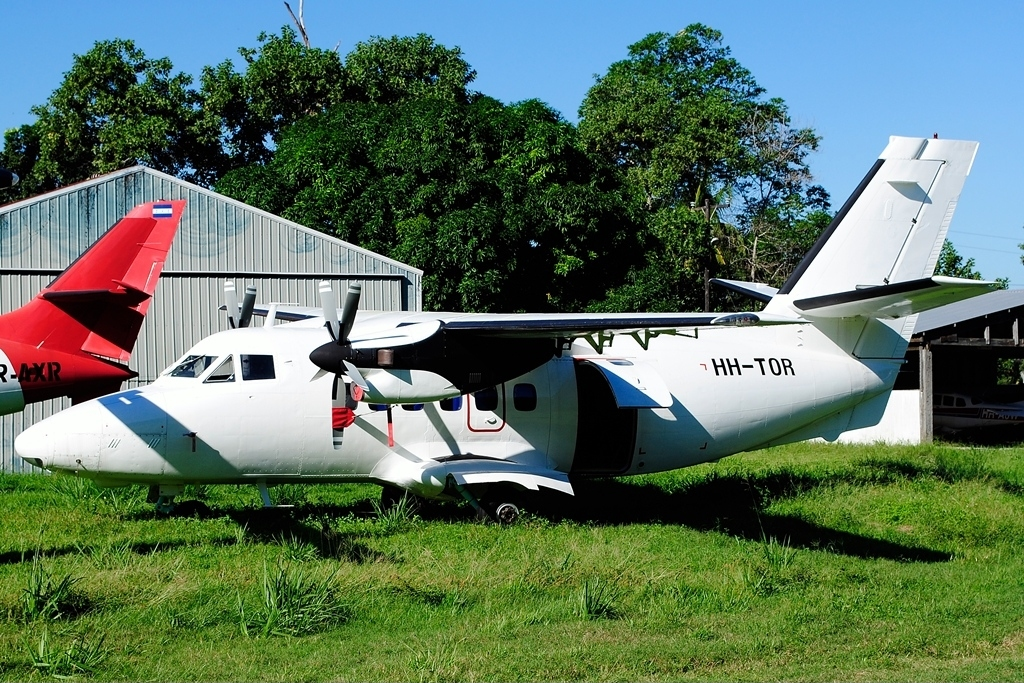
Một chiếc Let L-410 Turbolet của hãng tại Sân bay quốc tế Golosón (2013)

| Quốc gia                 | Thành phố      | Sân bay                               |
| ------------------------ | -------------- | ------------------------------------- |
| Haiti                    | Port-au-Prince | Sân bay quốc tế Toussaint L'Ouverture |
| Haiti                    | Jacmel         | Sân bay Jacmel                        |
| Haiti                    | Jérémie        | Sân bay Jérémie                       |
| Haiti                    | Cap-Haïtien    | Sân bay quốc tế Cap-Haïtien           |
| Haiti                    | Port-de-Paix   | Sân bay Port-de-Paix                  |
| Cộng hòa Dominica        | Santo Domingo  | Sân bay quốc tế La Isabela            |
| Bahamas                  | Nassau         | Sân bay quốc tế Lynden Pindling       |
| Quần đảo Turks và Caicos | -              | Sân bay quốc tế Providenciales        |

## Đội bay
| Máy bay            | Đang hoạt động | Đặt hàng | Số hành khách | Ghi chú |
| ------------------ | -------------- | -------- | ------------- | ------- |
| Jetstream 31       | 3              | -        | 19            | [ 4 ]   |
| Let L-410 Turbolet | 4              | -        | 17            | [ 4 ]   |
| Tổng cộng          | 7              | -        | 36            |         |